# Hawaii Pacific University
Hawaii Pacific University (HPU) er et privat, non-profit universitet i Honolulu og Kaneohe i staten Hawaii, USA. Det blev grundlagt i 1965 og fusionerede med Honolulu Christian College i 1966 og Hawaii Loa College i 1992. Siden 2003 er HPU tilknyttet Oceanic Institute.
Udover det klassiske kunstprogram tilbydes studier i sygepleje, journalistik, oceanografi og business.
På Hawaii Pacific University, var der i 2006 8080 studerende og 618 videnskabelige medarbejdere. Universitetet tilbyder 50 bachelorprogrammer og elve mastersprogrammer.

## Campusser og læreanstalter
- HPU Honolulu
- HPU Loa, Kaneohe (Windward Campus)
- HPU Militær Campus